# Espongiocitos
Se le llaman espongiocitos a las células de la glándula suprarrenal que se encuentran en la zona fasciculada de su corteza. Son células poliédricas, más grandes que las otras células corticales, y se pueden ver dispuestas en columnas radiales de una a dos capas de grueso. Tienen gotitas de grasa y es lo que provoca que se les denomina espongiocitos, por su similitud con una esponja que está agujerada y vacuolada: esto se debe a que para su procedimiento histológico de microscopía es necesario retirar la grasa quedando solamente sus huecos.
Como características citoplásmicas, tienen mitocondrias esféricas, redes extensas de retículo liso, poco retículo rugoso, lisosomas y granulos de lipofucsina. Secretan glucocorticoides como el cortisol y la corticosterona.
- Datos: Q7579010